# Oceaan van melk

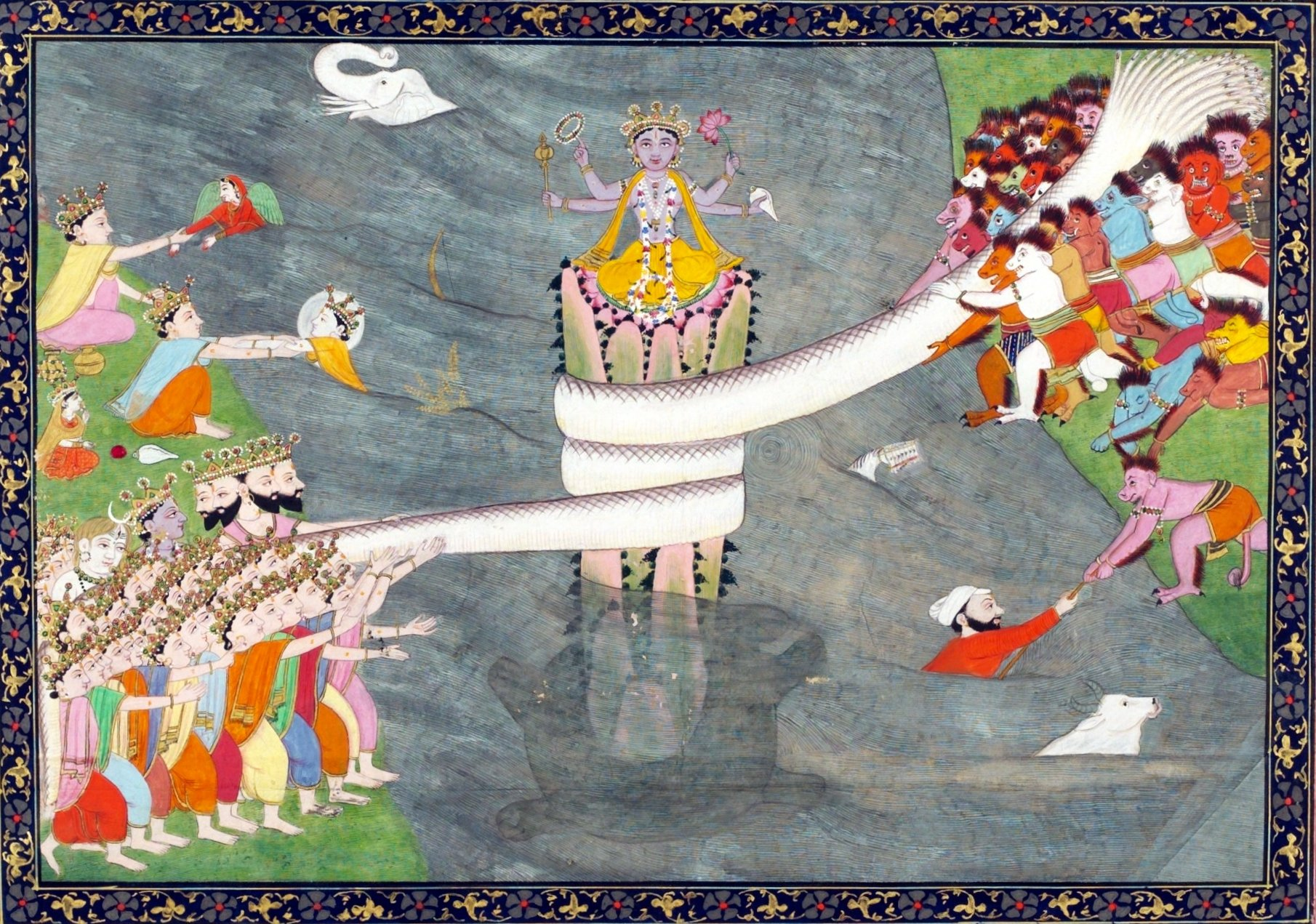
Het karnen van de oceaan van melk. Waterverfschildering, Garhwal, rond 1860-1870, Victoria and Albert Museum, Londen.

De oceaan van melk, kshiroda, kshirabdhi of kshira (melk) sagara  (oceaan) (Sanskriet: kṣīroda, kṣīrābdhi of kṣīra sāgara) is in de hindoeïstische kosmologie de oeroceaan waarop de slang Anantashesha zwemt. De slang dient als bed voor de god Vishnu, wanneer deze slaapt in de periodes tussen de kosmische era's.
In de mythe van Kurma, de avatar (reïncarnatie) van Vishnu in de vorm van een schildpad, verliezen de goden hun onsterfelijkheid. Indra is, gezeten op zijn olifant Airavata de wijze Durvasa tegengekomen, die hem een krans overhandigt, die hij van Shiva heeft gekregen. Om te laten zien dat hij niet egoïstisch is, tooit Indra er zijn olifant mee. Maar die gooit de krans op de grond om te laten zien dat Indra zijn ego niet onder controle heeft. Durvasa is woedend en spreekt de vloek uit dat Indra en de deva's hun kracht, energie en geluk zullen verliezen.  
Om hun onsterfelijkheid terug te krijgen dienen ze de nectar van de onsterfelijkheid (amrita) te bemachtigen. Nadat ze door de asuraleider Bali verslagen zijn, adviseert Kurma de goden een pact met de demonen (asura's) te sluiten. Vishnoe zal ervoor zorgen dat de amrita in handen van de deva's komt. Op advies van de schildpad karnen goden en demonen samen de oceaan van melk (Samudra Manthan genoemd), waarbij ze gebruik maken van de berg Mandara en de oerslang Vasuki, de koning van de slangen. De Mandara rust op Vishnoe in zijn gedaante van schildpad en wordt als karnstok gebruikt. De slang Vasuki is de 'draad', die door het trekken van de deva's (goden) aan de staart en de asura's (demonen) aan de kop, de Mandara om zijn as doet draaien. Door de hitte, die de beweging oplevert, wordt de melk gekarnd en drupt de soma (nectar) van de top van de Mandara naar beneden. Uit de Melkoceaan komen de volgende Ratna's (schatten) tevoorschijn:
- Surabhi (Kamadhenu), de heilige koe, eeuwige bron van melk en boteroffers
- Varuni, de wijngodin
- Parijata, de boom van het paradijs Indraloka
- Kaustubha, een schat die Vishnoe zal dragen
- Sharanga, een machtige boog
- Apsarasa's, de hemelse nimfen
- Airavata, Indra's olifant
- Uchhaishrava, een zeven-hoofdig paard
- de maan, meegenomen door Mahadeva (Shiva)
- Halahala, verschrikkelijk gif, dat Shiva opdrinkt en hem een blauwe keel bezorgt (Nilakantha)
- Sri (Lakshmi), de liefdesgodin, gezeten op een lotus
- Dhanvantari, geneesheer (vaidya) van de goden, gekleed in het wit met de pot met amrita

Daarnaast worden in teksten nog genoemd:
- Shankha, Vishnoes schelp
- Jyestha, de ongeluksgodin
- een paraplu, die Varuna in bezit neemt
- oorringen, die Indra aan zijn moeder Aditi schenkt
- Kalpavriksha, plant
- Nidra, luiheid

De soma wordt echter niet eerlijk door de deva's en asura's gedeeld. Eerst vliegt Garoeda, de adelaar van Vishnoe, weg met de pot. Vervolgens vermomt Vishnoe zich als Mohini en brengt de amrita naar de deva's, die er van beginnen te drinken. De asura RahuKetu vermomt zich als deva en drinkt ook van de onsterfelijkheidsdrank, maar wordt door Mohini met Vishnoes discus (Sudarshana chakra) onthoofd. De asura overleeft het, al zijn zijn hoofd (Rahu) en lichaam (Ketu) voortaan gescheiden.